# ABP News
ABP News es un canal de televisión indio de noticias en señal abierta en idioma hindi, propiedad de ABP Group. Lanzado inicialmente como Star News en 1998, luego fue adquirido por el grupo de medios bengalí Anand Bazar Patrika (ABP). Ganó el premio al Mejor Canal de Noticias Hindi en la 21ª edición de los Premios de la Academia de Televisión de la India en 2022.
El canal ha sido acusado por su parcialidad y apoyo a la ideología del gobierno de Partido Popular Indio y ha sido criticado por ser parte de los "medios Godi" pro-Narendra Modi en India.

## Historia
ABP News fue lanzado el 18 de febrero de 1998 bajo el nombre de STAR News por el proveedor de televisión satelital Star India, en asociación con la empresa de medios NDTV, que se encargaba de la producción de la programación del canal. En sus inicios, el canal era bilingüe, transmitiendo en inglés e hindi; sin embargo, a partir de 2003, tras la finalización del acuerdo entre Star y NDTV, su programación pasó a ser exclusivamente en hindi.[cita requerida]
Ese mismo año, el gobierno de la India implementó una normativa que limitaba la participación extranjera en el sector periodístico nacional al 26%. Dado que Star India era una subsidiaria de propiedad total de la empresa Satellite Television Asia Region Ltd. (Star TV), con sede en Hong Kong, se vio obligada a reestructurar su participación. Para cumplir con la nueva normativa, Star India formó una empresa conjunta con el grupo Ananda Bazar Patrika (ABP Group), creando así Media Content and Communications Services Pvt. Ltd. (MCCS), que asumió el control de las operaciones de Star News. En esta nueva estructura, ABP pasó a tener una participación mayoritaria del 74%, mientras que Star India conservó el 26% restante.
El 16 de abril de 2012, ABP Group y Star India anunciaron la finalización del acuerdo de licencia de la marca Star. Como parte de esta transición, Star India también vendió su participación minoritaria en MCCS al ABP Group, que pasó a tener el control total de la empresa. A raíz de este cambio, el canal fue rebautizado como ABP News. La nueva marca también se aplicó a otros canales regionales operados por MCCS: Star Ananda, en idioma bengalí, pasó a llamarse ABP Ananda, y Star Majha, en marati, fue renombrado como ABP Majha.En 2014, ABP Sanjha —un canal en idioma punjabi— obtuvo la aprobación para su licencia y fue lanzado ese mismo año. Posteriormente, el 1 de enero de 2016, se lanzó ABP Asmita, un canal en idioma gujarati.
En noviembre de 2016, Avinash Pandey se convirtió en director de operaciones (COO) de ABP News.
Todos los canales de ABP, incluido ABP News, fueron renovados progresivamente durante la segunda mitad de 2020, comenzando en julio con el cambio de nombre de la empresa matriz-subsidiaria ABP News Network, que pasó a llamarse ABP Network. Esta renovación culminó el 16 de diciembre de 2020, cuando se implementó un nuevo cambio de marca que afectó directamente a los canales. Ese día por la mañana se introdujeron logotipos más simples y modernos, junto con un nuevo paquete gráfico desarrollado por Saffron Brand Consultants para toda la red de canales ABP. Asimismo, ABP News adquirió nuevos equipos de grabación con capacidad para contenido en resolución 1080p y lanzó su propia señal en alta definición (HD). La señal en definición estándar (SD) del canal se transformó en una versión de pantalla ancha 16:9 de la señal HD, aunque con calidad reducida. Antes del lanzamiento oficial de la señal HD, ABP News había emitido una transmisión de prueba en alta definición en febrero de ese mismo año, disponible exclusivamente a través de la plataforma Disney+ Hotstar y los canales digitales de ABP. Esta versión de prueba consistía esencialmente en una señal mejorada del canal SD, que estiraba contenido en formato 4:3 para adaptarse a pantallas 16:9. Aunque los canales regionales de ABP Network también adoptaron el nuevo nombre e imagen, continuaron transmitiéndose en definición estándar y en formato 4:3.

## Lectura adicional
- Batabyal, Somnath (13 February 2012). Making News in India: Star News and Star Ananda (1 edición). Routledge. ISBN 9780415501637.